# Pierre Alechinsky
Pierre Alechinsky, född 19 oktober 1927 i Bryssel, Belgien, är en belgisk målare, som bott och verkat i Frankrike sedan 1951. Hans arbeten är förknippade med tachism, abstrakt expressionism och lyrisk abstraktion.
Pierre Alechinsky studerade måleri i Bryssel och etsning hos Stanley William Hayter i Paris. Alechinsky är en av grundarna av den internationella konstnärsgruppen Cobra.

## Eftermäle
Asteroiden 14832 Alechinsky är uppkallad efter honom.